# Jessica Siân
Jessica Siân est une actrice et dramaturge sud-africaine, né à Johannesbourg à la fin des années 1980. Elle se forme et commence sa carrière à Londres, où elle est remarquée pour sa pièce Klippies en 2015, puis son adaptation du roman japonais Kiki la petite sorcière en 2016, toutes deux jouées au théâtre Southwark Playhouse,,.